# Empirismo eretico
Empirismo eretico è una raccolta di saggi scritta da Pier Paolo Pasolini e pubblicata da Garzanti nel 1972.
Sono articoli d'argomento linguistico, su letteratura e cinema, ripresi da diversi precedenti interventi su quotidiani e periodici.

## Prima parte: Lingua
Contiene
- Nuove questioni linguistiche, articolo sociolinguistico sul problema del valore e dell'uso del dialetto in rapporto alla lingua italiana e alla borghesia, già apparso in "Rinascita" (26 dicembre 1964), con in appendice
- un articolo su "l'Espresso" (7 febbraio 1965) che riprende discussioni coeve con Alberto Moravia, Umberto Eco e Andrea Barbato, e
- due articoli su "Il Giorno" (marzo 1965), con risposte a Pietro Citati, nonché
- un Diario linguistico ("Rinascita", 6 marzo 1965), in risposta a Italo Calvino, Elio Vittorini e altri, e infine
- una lettera Al lettore di ripresa dell'argomento e
- altri appunti sulla stessa questione intitolati Dal laboratorio, con il sottotitolo tra parentesi di Appunti en poète per una linguistica marxista.

## Seconda parte: Letteratura
In questa sezione
- Intervento sul discorso libero indiretto che prende spunto da una recensione per fare un proprio resoconto sul soggetto richiamato dal titolo. Segue
- La volontà di Dante a essere poeta (1965) con in appendice
- La mala mimesi, risposta a un intervento di Cesare Segre (già in "Paragone", 194, aprile 1966) a proposito dei due articoli. Segue
- La fine dell'avanguardia che riprende Lucien Goldmann e Roland Barthes e osserva il rapporto tra le forme romanzesche alte e basse, in relazione alla stabilità della lingua. Una nuova appendice riprende
- una risposta a un lettore di "Paese Sera" (18 novembre 1966) sul ruolo degli intellettuali davanti alla società e alla sua letteratura.

Pasolini mette poi qui la poesia
- Il PCI ai giovani!! (già su "Nuovi Argomenti", 10, aprile-giugno 1968) famosa per aver preso le parti dei poliziotti durante gli scontri con gli studenti del movimento giovanile, seguita da una
- Apologia che ne disegna meglio il contesto e lo scopo (a sua volta diventata famosa perché interpretata come ritrattazione). Segue l'articolo
- Ciò che è neo-zdanovismo e ciò che non lo è, sul rapporto di contestazione del codice da parte del messaggio.

## Terza parte: Cinema
Tre articoli importanti sulla poetica cinematografica pasoliniana:
- Il "cinema di poesia" (1965)
- La sceneggiatura come "struttura che vuol essere altra struttura" (1965)
- La lingua scritta della realtà (1966)

con in appendice alcune Battute sul cinema (già sul primo numero di "Cinema e Film", inverno 1966-67). Seguono altri due articoli:
- Osservazioni sul piano-sequenza (1967)
- Essere è naturale? (1967)

e le appendici
- La paura del naturalismo (1967),
- I segni viventi e i poeti morti (25 agosto 1967),
- La "gag" in Chaplin (da "Bianco e Nero", marzo-aprile 1971),
- Res Sunt Nomina (ivi),
- Il non verbale come altra verbalità e, a seguire,
- Il cinema e la lingua orale (già su "Cinema Nuovo", 201, settembre-ottobre 1969),
- Il cinema impopolare (già in "Nuovi Argomenti", 20, ottobre-dicembre 1970).

Seguono tre articoli:
- Il codice dei codici (1967), sorta di scherzo a Umberto Eco (come spiega in una noterella aggiunta nel 1971)
- Teoria delle giunte (1971)
- Il rema (1971) e una
- Tabella finale che riprende il discorso teorico (e provocatorio) che Pasolini dedica al cinema, con gli strumenti allora nuovi della semiologia per certi versi ancora naif, ma di appassionata e onesta intelligenza.

## Edizioni
- Empirismo eretico, Collana Opere di P.P.Pasolini.saggi, Milano, Garzanti, 1977.
- Empirismo eretico, Collana Gli Elefanti Saggi, Milano, Garzanti, 1991.
- Empirismo eretico, Prefazione di Guido Fink, Collana Gli Elefanti.Saggi, Milano, Garzanti, 2000-2015.